# Funko
Funko Inc. — американська компанія, яка виробляє ліцензовані та обмежені предмети колекціонування поп-культури, найбільш відома своїми ліцензованими вініловими статуетками та голівками. Крім того, компанія виробляє ліцензований плюш, фігурки та електронні вироби, такі як USB-накопичувачі, лампи та навушники.
Заснована в 1998 році Майком Бекером і Клаудією Бекер, Funko спочатку задумувався як невеликий проект зі створення різноманітних низькотехнологічних іграшок на тему ностальгії. Перший виготовлений компанією болванчик був із відомою іконою реклами ресторану, талісманом Big Boy.
Продану в 2005 році Funko, LLC, тепер очолює генеральний директор Браян Маріотті. З тих пір компанія розширила асортимент своїх іграшок і підписала ліцензійні угоди з такими великими компаніями, як Disney, Marvel Entertainment і Major League Baseball.

## Історія
Funko був заснований у 1998 році колекціонером іграшок Майком Бекером у своєму будинку в Снохоміші, штат Вашингтон. Він розпочав бізнес після того, як не зміг знайти доступну скарбничку талісмана Big Boy Restaurants, замість цього ліцензував права на створення власних скарбничок з франшизи Big Boy у Мічигані. Скарбнички не змогли продати, і франшиза подала заяву на захист від банкрутства, але Funko залишився в бізнесі після того, як ліцензував права на голів для Austin Powers, який продав 80 000 одиниць. Після цього одними з перших персонажів, яких продав Funko, були Грінч, Тигр Тоні та талісман Cheerios, медоносна бджола. У 2005 році Бекер продав Funko своєму нинішньому генеральному директору Браяну Маріотті, який переніс свої офіси в Лінвуд, штат Вашингтон, і значно розширив лінійку ліцензованих продуктів компанії. У 2011 році Funko почали продавати свій Pop! Вінілова лінійка її фігурок. До 2012 року компанія продала товарів на суму понад 20 мільйонів доларів.
Компанія була продана Fundamental Capital, приватній інвестиційній компанії, у 2013 році для залучення коштів. ACON Investments, LLC оголосила наприкінці 2015 року, що придбала Funko у Fundamental Capital, LLC, але залишить нинішні штати та керівника компанії.
До 2016 року вона переросла свою початкову штаб-квартиру в Еверетті і оголосила про плани переїхати в центральну будівлю з більшою площею та роздрібним магазином. Funko придбала британського виробника іграшок Underground Toys, також його європейського дистриб'ютора, на початку 2017 року. 19 серпня 2017 року Funko відкрила нову штаб-квартиру та флагманський магазин площею 17 000 квадратних футів (1600 м2) у центрі Еверетта. Funko була котированою на фондовій біржі NASDAQ 2 листопада 2017 року, але зазнала найгіршого первинного розміщення акцій у 21 столітті: акції впали на 40 відсотків і зібрали лише 125 мільйонів доларів.
У листопаді 2019 року компанія відкрила свою другу вітрину в Голлівуді, Лос-Анджелес. Вона має площу 40 000 квадратних футів (3 700 м2) і включає статуї в натуральну величину та «декорації» до фільмів.

## Виробництво
Продукти розроблені в штаб-квартирі Funko в центрі міста Еверетт, штат Вашингтон, США, а також у багатьох місцях по всій США. Нові фігурки розроблені за вказівкою ліцензіарів, художників у студії та шанувальників через соціальні мережі. Художники Funko використовують ZBrush для створення цифрових моделей, які переглядаються перед створенням прототипів скульптур, які надсилаються на затвердження виробникам та ліцензіарам. Готові фігури виготовляються на заводах у Китаї та В'єтнамі.

## Лінійка продукції
Funko створила приблизно 20 тисяч (19 913) різних продуктів у десятках різноманітних лінійок іграшок з моменту свого заснування. Перший, Wacky Wobblers, — це лінійка голів, що зображують різних персонажів, переважно з популярної культури, таких як Бетті Буп, Cap'n Crunch і The Cat in the Hat. Талісманом компанії, постійним персонажем франшизи Funko, є Фредді Фанко, який був представлений у 2002 році. Щасливчики, яким дістався цей Федді Фанко, були тими, хто приєднався до Funko Funklub. Funko's Pop! Вінілові лінійки — це фігурки, змодельовані в стилі, схожому на японський стиль чібі. Фігурки мають великі квадратні голови, непропорційно маленькі тіла та великі круглі чорні очі. Фігурки зазвичай зображують ліцензованих персонажів із таких франшиз, як «Доктор Хто», «Марвел», «Дісней», «Зоряні війни», «Чарівний світ» та інших поп-культур. Після того, як на Comic-Con в Сан-Дієго 2010 було випущено серію персонажів DC Comics, Funko Pop! Лінійка продуктів була повністю представлена в 2011 році на Нью-Йоркському ярмарку іграшок. Перебільшені пропорції тіла Pop! фігурки пропонують порівняння з фігурками Nendoroid Good Smile, які так само описуються як «чібі». Обидві лінійки продуктів зображують персонажів із багатьох різних франшиз.
Більшість Funko Pop! фігурок не є болванками, оскільки їх голови не рухаються. Проте всі фігурки з «Зоряних війн» у лінійці є болванками, як і більшість фігурок Marvel. Це робиться для того, щоб уникнути конфліктів ліцензування з Hasbro, компанією, яка має ліцензію на виготовлення звичайних (не болванок) фігурок персонажів із цих франшиз.
Різна інша продукція була випущена з використанням Pop! бренду і стилізація його характеру, такі як плюшеві іграшки, футболки, брелоки (мініатюрні версії звичайних фігур) і керамічні кухлі, останні з яких є збільшеними, порожнистими копіями голови фігурок, з прикріпленою ручкою.
В рамках Funko Pop! У лінійці продуктів є серія, відома як Pop! Rides із зображенням фігурки Funko Pop у транспортному засобі, який багато в чому пов'язаний із фігуркою Funko Pop, це може бути автомобіль чи транспортний засіб, про які згадувалося раніше. Funko Pop! Лінійка також містить фігурки, які більші за стандартні моделі, у 6-дюймових, 10-дюймових, 18-дюймових та 9-дюймових розмірах, які тепер вийшли на пенсію. Крім того, Funko продюсує Pop! Delux, де персонаж сидить на зовнішніх елементах декору, наприклад на троні, а іноді на транспортному засобі чи істоті (лише для серії «Зоряних війн»). Funko також почала створювати «Моменти фільмів» і «Комічні моменти», в яких зображено позицію Pop! фігурок, які взаємодіють один з одним і виставляються на виставках таким чином, що відтворюють моменти з різних фільмів і коміксів. Funko також створила лінійку з виконавцями з обкладинками альбомів, цю лінійку можна знайти як Pop! Albums.
На виставці Toy Fair 2015 Funko анонсував новий бренд під назвою Vinyl Sugar з лінійками, включаючи Dorbz, Vinyl Idolz, Vinyl Vixens та Super Deluxe Vinyls.
У березні 2018 року Funko анонсував Funko Cereal, включаючи mini-Pop! Персонажів, які знаходяться у кожній пачці. Перша лінійка була випущена у червні 2018 року і включала персонажів поп-культури Фредді Крюгера, Ельвіру: Володарка темряви, Бітлджуса та інших.
На виставці Toy Fair 2019 Funko анонсував нову лінійку фігурок Pop! Vinyl; Pop! Town, яке спочатку включало «Мисливців за привидами», «Скубі-Ду», «Спанч Боба Квадратні Штани» та «Жах перед Різдвом». Ця лінійка включає Pop! Vinyl фігурок поруч зі стилізованою версією визначної будівлі з вихідного матеріалу.
Інші поточні лінійки продуктів включають Hikari, Legacy Collection, FunkO's, Fabrikations, Mopeez, Rock Candy, Vinyl Soda та Ad Icons. Попередні лінійки продуктів включають Spastik Plastik, Blox, FunkoVision, Funko Plushies, Funko Force, Reaction Figures та Wacky Wobblers.

### Варіанти погоні
Варіант погоні — це будь-який продукт Funko у серії, який є рідкісною варіацією оригінальної форми, спочатку у співвідношенні 1/36, яке з тих пір збільшилося до 1/6. Цей варіант може бути простим, як зміна кольору, або складним, як абсолютно нова форма. Поширені варіанти включають різні форми або пози персонажів, флокировану (нечітку) обробку, металеву фарбу, блиск і напівпрозорість. Вони випадковим чином вставлені в відправлення, і дуже затребувані колекціонерами, часто перепродуючи за набагато вищими цінами. Крім того, деякі варіанти погоні мають персонажа без костюмів або з костюмами, якщо вони є супергероями. Деякі з цих змінних не коштують багато, якщо погоня тривала досить довго, щоб багато людей її зрозуміли.

### Dorbz
Dorbz зазвичай мають круглу усміхнену голову і циліндричне тіло. Dorbz менші за звичайну Funko Pop! фігурку. Вони не такі популярні, як Funko Pop! і менші за звичайну Funko Pop! фігурку. Лінійка припинена.

### Mystery Minis
Серія Mystery Mini складається з групи сліпих коробок, які мають випадкового персонажа всередині, з різних серій. Приклади тем із серії Mystery Mini включають П'ять ночей у Фредді, Blizzard Entertainment, милі, але смертельні, Disney Heroes and Villains, Horror Classics, Asphalt 9: Legends, Steven Universe, Teenage Mutant Ninja Turtles, Avengers: Infinity War та Venhic Heroes. Фігурки оформлені інакше, ніж інші вироби Funko. На відміну від інших продуктів Funko, тут зазвичай немає ексклюзивів (останні були з 2014 року), але відомо, що деякі магазини, такі як Hot Topic і FYE, пропонують ексклюзиви.

### Договірні ексклюзиви
Funko пропонував ексклюзивні версії своїх продуктів на різних конвенціях, таких як San Diego Comic-Con, Emerald City Comic Con, New York Comic Con, Fan Expo, Star Wars Celebration та E3. Це почалося в 2006 році на Comic-Con в Сан-Дієго.

### Funko legends
Funko створила фігурки відомих спортивних діячів, таких як баскетболіст NBA Ларрі Берд і Майкл Джордан та багато інших.

### Funko Games
У лютому 2019 року Funko придбав відзначену нагородами студію розробки настільних ігор Forrest-Pruzan Creative, створивши Funko Games. Funko Games почала публікувати стратегічні ігри за різними ліцензіями, включаючи свою флагманську гру Funkoverse.

## Бізнес-модель
Funko має понад 1100 ліцензій різних компаній. Іншим аспектом їхньої бізнес-моделі є відстеження популярності певного предмета та знання, коли перейти до іншого персонажа. Funko створює речі, які сподобаються дітям і дорослим. Це можна відзначити по їхньому діапазону фігурок від Золотих дівчат до супергероїв. Funko розробляє початковий дизайн за 24 години і може отримати продукт від концепції до полиці за 70 днів. Генеральний директор Маріотті вважає, що прагнення компанії отримати таку кількість ліцензій і широкий асортимент продуктів від музичних іконок, персонажів відеоігор до героїв екшену — це те, що змусило їх досягти успіху.

## Підписка на колекцію
У 2015 році Funko і Marvel об'єдналися, щоб запустити Marvel Collector Corps, сервіс передплатних коробок, що включає ексклюзивні предмети колекціонування, одяг та аксесуари. Коробки відправляються кожні два місяці.[39] Згодом компанія запустила службу підписки на предмети Зоряних воєн під назвою Smuggler's Bounty, коробку для підписки DC під назвою Legion of Collectors і коробку для підписки Disney під назвою Disney Treasures. Крім того, коробка для підписки, відома як Loot Crate, іноді містить ексклюзивну Funko Pop! Vinyl фігурку, яка відповідає кожній місячній темі коробки. Loot Crate запропонував ексклюзивну Funko Pop! фігурку з іншими її продуктами.
З 2018 року Funko більше не пропонує ці коробки через підписку. The Collector Corps, який зосереджується на колекційних предметах Marvel, тепер доступний через Amazon. Коробка Disney Treasures, яка зосереджена на предметах колекціонування Disney, була доступна на Hot Topic, але закінчилася в жовтні 2019 року. Скриньки для нагород контрабандистів Star Wars були доступні через Amazon, але закінчилися в грудні 2019 року.

## Фільм
У Warner Animation Group розробляється живий і анімаційний гібридний фільм, заснований на іграшках Funko. Якщо він буде створений, це також може стати першим випущеним у кінотеатрах фільмом, у якому перетинаються персонажі Marvel та DC Comics; враховуючи, що серед персонажів будуть Дедпул, Харлі Квінн, Диво-жінка, Дарт Вейдер, Хеллбой, Hello Kitty, My Little Pony та Care Bears. 16 вересня 2019 року оголосили про активну розробку фільму, режисери Марк Діндал і Тедді Ньютон приєдналися до проекту.

## Також подивіться
- NECA[en]
- SOTA[en]
- Hot Toys[en]
- Mezco Toyz[en]
- McFarlane Toys[en]
- Sideshow Collectibles[en]
- Nendoroid[en]